# Silver (Familienname)
Silver ist ein englischer Familienname.

## Namensträger

### Familienname
- Adam Silver (* 1962), US-amerikanischer Basketballfunktionär
- Amanda Silver (* 1963), US-amerikanische Drehbuchautorin und Filmproduzentin, siehe Rick Jaffa und Amanda Silver
- Ann Swisshelm Silver (* 1968), US-amerikanische Curlerin
- Bernard Silver (1924–1963), US-amerikanischer Ingenieur, Miterfinder des Barcode
- Beverly Silver (* 1957), US-amerikanische Soziologin
- Chad Silver (1969–1998), schweizerisch-kanadischer Eishockeyspieler
- Charles Silver (1868–1949), französischer Komponist
- Cheyenne Silver (* 1978), US-amerikanische Pornodarstellerin und Filmschauspielerin
- David Silver (* 1976), britischer Informatiker
- Elaine Silver (* 1988), US-amerikanische Schauspielerin, siehe Elaine und Melanie Silver
- Emily Silver (* 1985), US-amerikanische Schwimmerin
- Frank Silver (1896–1960), englischer Songwriter, Bandleader und Vaudevilledarsteller
- Georgette Bréjean-Silver (1870–1951), französische Opernsängerin
- Gisele Silver (* 1976), israelische Schauspielerin
- Greta Silver (* 1948), deutsche YouTuberin, Podcasterin, Autorin und BestAger-Model
- Horace Silver (1928–2014), US-amerikanischer Jazzpianist und -komponist
- Isidore Silver (1906–1999), US-amerikanischer Romanist und Literaturwissenschaftler
- Jack Silver (1942–2016), US-amerikanischer Mathematiker
- Jeffrey Silver, US-amerikanischer Filmproduzent
- Joan Micklin Silver (1935–2020), US-amerikanische Filmregisseurin
- Joel Silver (* 1952), US-amerikanischer Filmproduzent
- John Silver (* 1950), Rockmusiker
- Josh Silver (* 1962), US-amerikanischer Metal-Keyboarder und Musikproduzent
- Julie Silver (* 1981), tschechische Pornodarstellerin
- Joseph Silver (* 1941), kanadischer Anwalt und Bridge-Spieler
- Kerri Kenney-Silver (* 1970), US-amerikanische Schauspielerin und Sängerin
- Larry Silver (* 1934), US-amerikanischer Fotograf
- Leslie Silver († 2014), britischer Unternehmer und Fußballfunktionär
- Liya Silver (* 1999), russisches Erotikmodel und Pornodarstellerin
- Long Dong Silver (1960–1995), Pornodarsteller
- Lucas da Silva Rocha (* 1995), brasilianischer Fußballspieler
- Marjorie Silver (1926–2014), US-amerikanische Unternehmerin
- Max Silver (* 1990), irisch-britischer Pokerspieler
- Melanie Silver (* 1988), US-amerikanische Schauspielerin, siehe Elaine und Melanie Silver
- Michael B. Silver (* 1967), US-amerikanischer Schauspieler, Drehbuchautor und Regisseur
- Nate Silver (* 1978), US-amerikanischer Statistiker, Wahlforscher und Schriftsteller
- Noah Silver (* 1994), amerikanisch-französischer Schauspieler
- Pamela A. Silver (* 1952), US-amerikanische Biochemikerin und Systembiologin
- Richard Silver (1921–2005), Pseudonym des britischen Science-Fiction-Schriftstellers Kenneth Bulmer
- Ron Silver (1946–2009), US-amerikanischer Schauspieler
- Roslyn O. Silver (* 1946), US-amerikanische Juristin
- Sandy Silver (* 1969), kanadischer Politiker und Premierminister des Territoriums Yukon
- Scott Silver (* 1963), US-amerikanischer Drehbuchautor, Filmproduzent und Filmregisseur
- Sheila Silver (* 1946), US-amerikanische Komponistin und Musikpädagogin
- Sherrie Silver (* 1994), ruandisch-britische Tänzerin und Choreographin
- Spencer Silver (1941–2021), US-amerikanischer Chemiker, Miterfinder von Post-it
- Steven Silver (Regisseur), kanadischer Filmregisseur und Filmproduzent
- Steven Silver (Schauspieler) (* 1989), US-amerikanischer Filmschauspieler
- Susan Silver (* 1958), US-amerikanische Musikmanagerin
- Tony Silver (1935–2008), US-amerikanischer Regisseur
- Tuane Silver (* 2004), namibische Kugelstoßerin und Diskuswerferin
- Ünal Silver (1948–2023), deutscher Schauspieler
- Véronique Silver (1931–2010), französische Schauspielerin
- Vivian Silver (1949–2023), kanadisch-israelische Friedensaktivistin und Frauenrechtsaktivistin
- Zuleyka Silver (* 1991), mexikanische Schauspielerin

### Fiktive Personen
- Long John Silver, Piratengestalt aus dem Roman Die Schatzinsel von Robert Louis Stevenson